# Essertines-en-Châtelneuf
Essertines-en-Châtelneuf település Franciaországban, Loire megyében. Lakosainak száma 660 fő (2022. január 1.). Essertines-en-Châtelneuf Bard, Champdieu, Châtelneuf, Lérigneux, Montbrison és Roche-en-Forez községekkel határos.

## Népesség
A település népességének változása:
| Lakosok száma | 357  | 454  | 521  | 614  | 677  | 688  | 696  | 666  | 652  | 660  |
|               | 1968 | 1982 | 1990 | 2006 | 2013 | 2015 | 2017 | 2019 | 2020 | 2022 |